# Serce matki (film 1938)
Serce matki – polski film fabularny z 1938 roku. Ekranizacja powieści Antoniego Marczyńskiego o tym samym tytule.

## Fabuła
Młoda nauczycielka Maria nawiązuje romans z przygodnie poznanym żonatym mężczyzną, Wiesławem Borzęckim. Owocem krótkotrwałego związku jest córka Krysia, która po urodzeniu jest wychowywana przez ojca i jego żonę Elżbietę, która zbiegiem przypadku jest znajomą Marii. Wiedziona miłością matczyną Maria nie potrafi zerwać kontaktu z własnym dzieckiem. Podążając za dziewczynką zatrudnia się jako służąca w internacie, gdzie obie zbliżają się do siebie. Przybywający tam Wiesław odkrywa obecność Marii w pobliżu Krysi, a jednocześnie sam dowiaduje się prawdy, że dziewczynkę nie urodziła jego żona, lecz przygodna kochanka Maria. Postanawia we troje ułożyć sobie życie od nowa, jednak w trakcie podróży, ginie w wypadku, gdy w prowadzone przez niego auto uderza pociąg. Będąca w poważnym stanie Krysia zostaje uratowana dzięki przetoczeniu krwi od Marii, co przeprowadza przybyła na miejsce Elżbieta, będąca lekarzem. Obie kobiety obiecują dziewczynce wspólną opiekę nad nią.

## Obsada
- Stanisława Angel-Engelówna – Maria
- Irena Malkiewicz-Domańska – Elżbieta Borzęcka
- Lidia Wysocka – Lusia
- Ina Benita – Hanka
- Mieczysław Cybulski – Władysław
- Kazimierz Wilamowski – Wiesław Borzęcki
- Aleksander Zelwerowicz – kierownik szkoły
- Aldona Zilke – Krysia
- Stanisław Sielański – weterynarz Rodzynek
- Józef Orwid – właściciel sklepu
- Henryk Małkowski – woźny
- Wanda Jarszewska – żona woźnego
- Wanda Jakubińska – właścicielka pensjonatu
- Teodozja Bohdańska – właścicielka kawiarni
- Aleksander Bogusiński - góral z depeszą do Borzęckiego
- Elżbieta Dziewońska
- Juliusz Kalinowski
- Władysław Lenczewski
- Feliks Żukowski

## Odbiór
W recenzji filmu z początku 1939 całkowicie nieprzychylną opinię wyraził Tadeusz Sobolewski, który skrytykował zarówno niemoralny temat filmu jak i sposób produkcji.